# Луксембург у Другом светском рату
Учешће Великог Војводства Луксембурга у Другом светском рату почело је инвазијом немачких снага 10. маја 1940. и трајало је до ослобођења од стране савезничких снага крајем 1944. и почетком 1945. године.
Луксембург је стављен под окупацију и припојен Немачкој 1942. године. Током окупације, немачке власти су покренуле програм германизације земље, потискујући ненемачке језике и обичаје и регрутујући Луксембуржане у Вермахт, што је довело до великог отпора, који је кулминирао генералним штрајком у августу 1942. против регрутације. Германизацију је омогућила колаборационистичка политичка група, Фолксдојче Бевегунг, основана убрзо након окупације. Непосредно пре предаје, влада је побегла из земље заједно са великом војвоткињом Шарлотом, да би на крају стигла у Лондон, где је формирана Влада у егзилу. У савезничким јединицама до ослобођења борили су се и луксембуршки војници.

## Позадина
Луксембуршка влада је водила политику неутралности откако је Луксембуршка криза 1867. године истакла рањивост земље. Током Првог светског рата, 400 људи из Корпуса Жандарма и волонтера остало је у касарнама током немачке окупације. У марту 1939., у говору у Рајхстагу, Адолф Хитлер је обећао да суверенитет Луксембурга неће бити нарушен.
Снага војске се постепено повећавала како су међународне тензије расле током смиривања и након што су Британија и Француска објавиле рат Немачкој у септембру 1939. године. До 1940. године, луксембуршка војска је бројала око 13 официра, 255 наоружаних жандарма и 425 војника.
Популарна радио-станица на енглеском језику Радио Луксембург укинута је у септембру 1939. године, због страха да би могла да позива становништво на отпор Немцима. Осим тога, нормалан живот се наставио у Луксембургу током Лажног рата; није било искључења струје и настављене су редовне железничке линије за Француску и Немачку.
У пролеће 1940. године, започели су радови на низу блокада путева на источној граници Луксембурга са Немачком. Утврђења, позната као Шустерова линија, углавном су била направљена од челика и бетона.

## Немачка инвазија
Дана 9. маја 1940. године, након појачаног кретања трупа око немачке границе, затворене су барикаде Шустерове линије.
Немачка инвазија на Луксембург, део Жутог случаја, почела је у 04:35 истог дана када и напади на Белгију и Холандију. Напад немачких агената у цивилу на Шустерову линију и радио станице је међутим одбијен. Инвазионе снаге су наишле на мали отпор луксембуршке војске која је била затворена у својим касарнама. До поднева је главни град био освојен.
Инвазија је била праћена егзодусом десетина хиљада цивила у Француску и околне земље како би избегли инвазију.
У 08:00 неколико француских дивизија прешло је границу са Мажино линије и сукобило се са немачким снагама пре повлачења. Губици у инвазији били су: 7 луксембуршких војника рањених, а 1 британски пилот и 5 француских спахија су погинули у акцији.

## Немачка окупација

### Живот под окупацијом
Одлазак владе оставио је државне функције Луксембурга у нереду. У Луксембургу је формиран административни савет под вођством Алберта Верера како би покушао да постигне споразум са окупаторима којим би Луксембург могао да сачува извесну независност и да постане нацистички протекторат, и позвали су на повратак Велике војвоткиње. Свака могућност компромиса је на крају изгубљена када је Луксембург фактички инкорпориран у немачки Гау Кобленц-Трир (преименован у Гау Мозеланд 1942. године) и све његове владине функције су укинуте од јула 1940. године, за разлику од окупиране Белгије и Холандије које су задржале своје државне функције под немачком контролом. Од августа 1942. године Луксембург је званично постао део Немачке.
Од августа 1940. прогласом Густава Симона, како би подстакао интеграцију територије у Немачку, било је забрањено говорити француски језик, прокламованим плакатима са слоганом Ваш језик је немачки и само немачки То је довело до популарног оживљавања традиционалног луксембуршког језика, који није био забрањен, као облик пасивног отпора.
Од августа 1942. сви Луксембуржани мушког пола регрутовани су у немачке оружане снаге. Укупно је 12.000 Луксембуржана служило у немачкој војсци, од којих је скоро 3.000 погинуло током рата.

### Сарадња
Најзначајнија колаборационистичка група у земљи била је Фолксдојче Бевегунг (ВдБ). Основан од стране Дамијана Кратценберга убрзо након окупације, ВдБ је водио кампању за инкорпорацију Луксембурга у састав Немачке са слоганом Дом у Рајху. ВдБ је на свом врхунцу имао 84.000 чланова, али је принуда била широко примењивана да би се подстакла регрутација. Сви физички радници били су приморани на Немачки раднички фронт (ДАФ) од 1941., а одређене старосне групе оба пола су регрутоване у Службу рада Рајха (РАД) да раде на војним пројектима.
Подстицано је чланство у нацистичком омладинском покрету, Луксембургер Фолксјугенд (ЛВЈ), који је створен 1936. године, а касније се припојио Хитлерјугенду.

### Отпор
Оружани отпор немачким окупаторима почео је у зиму 1940–1941. када је формиран низ мањих група широм земље. Сваки је имао различите политичке циљеве, а неки су били директно повезани са предратним политичким партијама, друштвеним групама (попут извиђача) или групама студената или радника. Због мале величине предратне луксембуршке војске, тешко је било доћи до оружја, па су борци отпора ретко били наоружани све до много каснијег ратног периода. Ипак, отпор је био у великој мери укључен у штампање антинемачких летака и, од 1942. године, скривање Рефрактерса (оних који избегавају немачку војну службу) у сигурним кућама, а у неким случајевима и обезбеђивање мрежа путева како би их безбедно испратили из земље. Једном Луксембуржанину, Виктору Бодсону (који је био и министар у Влади у егзилу), држава Израел је доделила титулу Праведни међу народима јер је помогао да око 100 Јевреја побегну из Луксембурга током окупације.
Информације које је прикупио луксембуршки отпор биле су изузетно важне. Један Луксембуршки отпор, Леон-Анри Рот, обавестио је савезнике о постојању тајног војног истраживачког центра Пенемунде на балтичкој обали, што је омогућило савезницима да га бомбардују из ваздуха.
У јесен 1944. многе организације отпора су се удружиле у Унион.
У новембру 1944. групу од 30 луксембуршких припадника отпора којима је командовао Виктор Абенс напали су војнике Вафен-СС-а у замку у Вијандену. У бици која је уследила, отпор је убио 23 Немца, а током операције изгубили су само једног човека иако су били приморани да се повуку на савезничке линије.

#### Пасивни отпор
У Луксембургу је током тог периода био распрострањен ненасилни пасивни отпор. Од августа 1940. одвијао се Шпенгелскрих (Рат значки) назван по томе што су Луксембуржани носили патриотске значке (са приказом националних боја или Велике војвоткиње), што је изазивало нападе ВдБ.
У октобру 1941. године, немачки окупатори су анкетирали луксембуршке цивиле од којих је тражено да наведу своју националност, матерњи језик и расну групу, али супротно немачким очекивањима, 95% испитаника је на свако питање одговорило са Луксембуржанин. Одбијање да се изјасне као немачки држављани довело је до масовних хапшења.
Регрутација је била посебно непопуларна. Дана 31. августа 1942., убрзо након најаве да ће регрутација бити проширена на све мушкарце рођене између 1920. и 1927. године, почео је штрајк у граду Вилцу на северу земље. Штрајк се брзо ширио, паралисавши фабрике и индустрију Луксембурга. Штрајк је брзо угушен, а његове вође ухапшене. Њих 20 је осуђено по кратком поступку пред специјалним трибуналом и стрељано у оближњем концентрационом логору Хинцерт. Ипак, протести против регрутације су настављени и 3.500 Луксембуржана је напустило немачку војску након регрутације.

### Холокауст
Пре рата, Луксембург је имао популацију од око 3500 Јевреја, од којих су многи тек стигли у земљу да би избегли прогон у Немачкој. Нирнбершки закони, који су важили у Немачкој од 1935. године, примењивани су у Луксембургу од септембра 1940. и Јевреји су подстицани да напусте земљу и преселе се у Вишијевску Француску. Емиграција је забрањена у октобру 1941., али не пре него што је скоро 2500 Јевреја побегло. У пракси им је било мало боље у Вишијевској Француској, а многи од оних који су отишли касније су депортовани и убијени. Од септембра 1941. сви Јевреји у Луксембургу били су приморани да носе жуту значку Давидове звезде да би се идентификовали.
Од октобра 1941. године, нацистичке власти су почеле да депортују око 800 преосталих Јевреја из Луксембурга у Лођски гето и концентрационе логоре у Терезину и Аушвицу. Око 700 је депортовано из транзитног кампа Фуенфбрунен у Улфингену на северу Луксембурга.
Луксембург је проглашен Јуденфрај (очишћен од Јевреја) осим оних који су се крили 19. октобра 1941. Познато је да је само 36 јеврејског становништва Луксембурга послато у концентрационе логоре преживело до краја рата.

## Слободне луксембуршке снаге и влада у егзилу
Влада у егзилу прво је побегла у Париз, затим после пада Француске, у Лисабон а затим у Уједињено Краљевство. Док се влада успоставила у области Белгравија у Лондону, велика војвоткиња и њена породица преселили су се у франкофони Монтреал у Канади. Влада у егзилу била је гласна у наглашавању Луксембурга у новинама у савезничким земљама и успела је да обезбеди емитовање на луксембуршком језику у окупираној земљи на Би Би Си радију. Године 1944., влада у егзилу потписала је споразум са белгијском и холандском владом, стварајући економску унију Бенелукса и такође потписала Бретонвудски споразум.
Војно ангажовање Луксембурга могло је да игра само симболичку улогу за савезнички циљ, а бројни Луксембуржани су се борили у савезничким војскама. Од марта 1944. године, луксембуршки војници су располагали са четири пушке од 25 фунти, назване Елизабет, Мари Аделајд, Мари Габријел и Аликс по кћери Велике војвоткиње, као део Ц трупа, 1. белгијске пољске артиљеријске батерије 1. белгијске заједничке пешадијске бригаде (популарно називане Бригада Пирон по њеном команданту Жан-Батисту Пирону). Трупа је бројала око 80 људи. Батерија се искрцала у Нормандију са Бригадом Пирон 6. августа 1944. године и учествовала у бици за Нормандију и учествовала у ослобађању Брисела у септембру 1944. године.
Принц Жан, син велике војвоткиње и будући велики војвода, служио је у Ирској гарди од 1942. Учествовао је у бици за Кан, ослобађању Брисела, ослобађању Луксембурга и операцији Маркет Гарден.

## Ослобођење
Луксембург су ослободиле савезничке снаге у септембру 1944. Савезнички тенкови су ушли у главни град 10. септембра 1944., где су се Немци повукли без борбе. Напредовање савезника изазвало је подизање отпора: код Вијандена су се чланови луксембуршког отпора борили са много већим немачким снагама у бици код замка Вијанден. Средином децембра Немци су покренули Арденску офанзиву у Луксембургу и белгијским Арденима. Иако је главни град Луксембург остао у рукама савезника, већи део севера земље је изгубљен од немачких снага и морао је поново да буде ослобођен.
Густав Симон, нацистички Гаулајтер одговоран за Мозеланд и Луксембург, побегао је, али га је британска војска ухватила и затворила. Извршио је самоубиство у савезничком затвору. И у Луксембургу су колаборационисти затварани и суђено им је. Дамијан Кратценберг, оснивач и вођа ВдБ-а, био је један од погубљених због својих злочина.
Два немачка топа В-3 са дометом од 40 км (25 миља) коришћена су за бомбардовање града Луксембурга од децембра 1944. до фебруара 1945. године.

## Битка за избочину
Већи део Луксембурга је брзо ослобођен у септембру 1944. када се линија фронта стабилизовала иза река Ур и Зауер дуж луксембуршко-немачке границе. После кампање у Бретањи, VIII корпус САД заузео је сектор линије фронта у Луксембургу. Дана 16. децембра 1944. године, елементи 28. и 4. пешадијске дивизије САД, као и борбена команда 9. оклопне дивизије бранили су линију река Ур и Зауер када је почела немачка офанзива.
Почетни одбрамбени напори америчких трупа су зависили од држања градова близу међународне границе. Као резултат тога, градове Клерво, Марнах, Холцтум, Констум, Вајлер и Валхаузен, које су Американци користили као упоришта, напали су Немци, који су желели да остваре контролу над путном мрежом у северном Луксембургу како би њихове снаге могле да се крећу на запад. Након што су Американци у северном Луксембургу били приморани да се повуку услед немачких напада, област је доживела други пролазак линије фронта током јануара–фебруара 1945., овај пут се углавном кретао ка истоку док је америчка Трећа армија напала јужни бок немачке избочине. Вијанден је била последња заједница у Луксембургу која је ослобођена 12. фебруара 1945.
Због одлучности обе стране да превладају на бојном пољу, борба у Луксембургу била је жестока и сходно томе тешка за цивилно становништво. Више од 2.100 кућа у Луксембургу је уништено у борбама, а више од 1.400 других је озбиљно оштећено. Такође се процењује да је око 500 луксембуршких небораца изгубило живот током битке за избочину. Поред мртвих, током битке избегло је и преко 45.000 Луксембуржана.

## Последице
Искуство инвазије и окупације током рата довело је до промене у ставу Луксембурга о неутралности. Луксембург је потписао Бриселски споразум (1948) са другим западноевропским силама 17. марта 1948. као део почетне европске послератне безбедносне сарадње и потез који је наговестио чланство Луксембурга у НАТО. Луксембург је такође започео већу војну сарадњу са Белгијом после рата, заједно обучавајући војнике, па чак и слањем заједничког контингента да се бори у Корејском рату 1950. године.
Након рата, луксембуршке трупе су учествовале у окупацији Западне Немачке, доприносећи трупама које су биле део снага у француској зони, почевши од краја 1945. Луксембуршке снаге су функционисале под општом француском командом унутар зоне и биле су одговорне за области Битбург и Ајфел и делове Сарбурга. Повучене су из Сарбурга 1948., а из Битбурга и Ајфела јула 1955.

## Додатни извори
- Fletcher, Willard Allen (2012).  Fletcher, Jean Tucker, ур. Defiant Diplomat: George Platt Waller, American consul in Nazi-occupied Luxembourg 1939–1941. Newark: University of Delaware Press. ISBN 978-1-61149-398-6.
- Raths, Aloyse (2008). Unheilvolle Jahre für Luxemburg – Années néfastes pour le Grand-Duché. Luxembourg.